# My Winter Storm
My Winter Storm è il secondo album da solista della cantante finlandese Tarja. Pubblicato dalla Universal Music il 19 novembre 2007, un anno dopo l'album natalizio Henkäys Ikuisuudesta, My Winter Storm rappresenta il vero debutto solista della cantante. Il titolo dell'album significa letteralmente "la mia tempesta invernale", una metafora per indicare come i fan, alla stregua di una tempesta, la sostengono, permettendole di continuare a esistere come artista.
Si tratta di un album pop rock e operatic metal, con elementi heavy metal e thrash metal.
In un'intervista riguardo al disco, Tarja ha dichiarato che è stata una nuova esperienza rispetto al lavoro fatto in precedenza con i Nightwish, dal momento che è stata coinvolta in tutto il processo compositivo, dalla scrittura delle canzoni alla post-produzione.

## Tracce

### Edizione standard
1. Ite, Missa Est – 0:27 (Anders Wollbeck, Mattias Lindblom, Harry Sommerdahl)
2. I Walk Alone – 3:53 (Anders Wollbeck, Mattias Lindblom, Harry Sommerdahl)
3. Lost Northern Star – 4:22 (Kiko Masbaum, Michelle Leonard, Tarja Turunen)
4. Seeking for the Reign – 0:58 (Adrian Zagoritis, Torsten Stenzel, Angela Heldmann, Tarja Turunen)
5. The Reign – 4:07 (Adrian Zagoritis, Torsten Stenzel, Angela Heldmann, Tarja Turunen)
6. The Escape of the Doll – 0:32 (Ruud Houweling, Michiel Van Zundert)
7. My Little Phoenix – 4:02 (Ruud Houweling, Michiel Van Zundert)
8. Die Alive – 4:04 (Anders Wollbeck, Hanne Sørvaag, Mattias Lindblom, Tarja Turunen)
9. Boy and the Ghost – 4:36 (Jessika Lundstrom, Anine Stang, Alexander Jonsson, Mattias Lindblom, Anders Wollbeck, Tarja Turunen)
10. Sing for Me – 4:16 (Kid Crazy, Christel Sundberg, Tracy Lipp)
11. Oasis – 5:10 (Tarja Turunen)
12. Poison – 4:01 (Alice Cooper, Desmond Child, John McCurry) – cover del brano di Alice Cooper
13. Our Great Divide – 5:05 (Anders Wollbeck, Hanne Sørvaag, Mattias Lindblom, Tarja Turunen)
14. Sunset – 0:36 (Adrian Zagoritis, Torsten Stenzel, Angela Heldmann, Tarja Turunen)
15. Damned and Divine – 4:29 (Adrian Zagoritis, Torsten Stenzel, Angela Heldmann, Tarja Turunen)
16. Minor Heaven – 4:00 (Anders Wollbeck, Mattias Lindblom)
17. Ciarán's Well – 3:37 (Alex Scholpp, Michelle Leonard, Doug Wimbish, Tarja Turunen)
18. Calling Grace – 3:06 (Kiko Masbaum, Michelle Leonard, Tarja Turunen)

CD/DVD edition bonus tracks
1. Damned Vampire & Gothic Divine – 5:01 (Adrian Zagoritis, Torsten Stenzel, Angela Heldmann, Tarja Turunen)
2. I Walk Alone (Artist Version) – 4:23 (Anders Wollbeck, Mattias Lindblom, Harry Sommerdahl)
3. I Walk Alone (In Extremo Remix) – 4:31 (Anders Wollbeck, Mattias Lindblom, Harry Sommerdahl)

UK bonus track
1. The Seer – 4:17 (Alexander Komlew)

US CD/DVD edition bonus tracks
1. I Walk Alone (In Extremo Remix) – 4:31 (Anders Wollbeck, Mattias Lindblom, Harry Sommerdahl)
2. You Would Have Loved This (Live) – 4:08 (Helen Roy Connors) – cover di Cori Connors
3. Dammed and Divine (Live) – 5:45 (Adrian Zagoritis, Torsten Stenzel, Angela Heldmann, Tarja Turunen)

### DVD Bonus - Edizione limitata
1. Photo Gallery
2. I Walk Alone (Single Version)
3. I Walk Alone (Artist Version)
4. I Walk Alone (Making of the video)
5. My Winter Storm (Making of the album)

### Special Extended Edition
| Disco 1 1. Ite Missa Est 2. I Walk Alone 3. Lost Northern Star 4. Seeking for the Reign 5. The Reign 6. The Escape of the Doll 7. My Little Phoenix 8. Boy and the Ghost 9. Sing for Me 10. Oasis 11. Poison 12. Our Great Divide 13. Sunset 14. Damned and Divine 15. Die Alive 16. The Seer 17. Minor Heaven 18. Ciarán's Well 19. Calling Grace | Disco 2 1. Enough 2. The Seer (feat. Doro Pesch) 3. Lost Northern Star (Tägtgren Remix) 4. Wisdom of Wind 5. The Reign (Score Mix) 6. Die Alive (Alternative Version) 7. Boy and the Ghost (Izumix) 8. Calling Grace (Full version) 9. Lost Northern Star (Ambience Sublow Mix) 10. Damned and Divine (live in Kuusankoski) 11. You Would Have Loved This (live in Kuusankoski) 12. Our Great Divide (live in Kuusankoski) 13. Ciarán's Well (live in Kuusankoski) |

## Classifiche
| Classifiche (2007) | Posizione più alta |
| ------------------ | ------------------ |
| Austria            | 11                 |
| Belgio (Fiandre)   | 78                 |
| Belgio (Vallonia)  | 94                 |
| Finlandia          | 1                  |
| Francia            | 88                 |
| Germania           | 3                  |
| Norvegia           | 37                 |
| Repubblica Ceca    | 33                 |
| Stati Uniti        | 46                 |
| Spagna             | 77                 |
| Svezia             | 41                 |
| Svizzera           | 15                 |
| Ungheria           | 18                 |